# 2-propilpropano-1,3-diol
El 2-propilpropano-1,3-diol, conocido también como 2-propil-1,3-propanodiol o 2-n-propilpropano-1,3-diol, es un diol alifático de fórmula molecular C6H14O2.

## Propiedades físicas y químicas
El 2-propilpropano-1,3-diol es un líquido viscoso cuyo punto de fusión no es bien conocido; diversas estimaciones ofrecen valores entre 4 °C y 26 °C. Su punto de ebullición es de aproximadamente 223 °C.
Tiene una densidad de 0,961 g/cm³, algo inferior a la del agua.
El valor estimado del logaritmo de su coeficiente de reparto, logP ≃ 0,4 - 0,6, indica una solubilidad algo mayor en disolventes hidrófobos —como el 1-octanol— que en disolventes hidrófilos.
En agua, su solubilidad aproximada es de 26 g/L.
En cuanto a su reactividad, este compuesto es incompatible con agentes oxidantes.

## Síntesis y usos
El 2-propilpropano-1,3-diol se puede preparar por hidrogenación del 2-propilmalonato de dietilo en etanol, actuando como catalizador óxido de cobre y cromo.
Otra vía de síntesis parte del trans-2-penten-1-ol y, a través de la ciclación del correspondiente boronato de haloalquilo, se consigue 2-propilpropano-1,3-diol como producto final.
El 2-propilpropano-1,3-diol, por reacción con tiofosgeno, produce el correspondiente bis(tioclorocarbonato), el cual forma parte de un grupo de compuestos con propiedades terapéuticas en el campo de la acción psicotrópica.
Este diol también puede usarse en la fabricación de películas de poliéster con buenas propiedades de sellado térmico, cuya parte sellada se puede desprender fácilmente mediante el uso de una cantidad apropiada de fuerza.
Este diol interviene en la producción de compuestos utilizados en dispositivos de pantalla de cristal líquido de relojes, calculadoras electrónicas, teléfonos móviles, computadoras personales o televisores. Asimismo interviene en la síntesis de trans-2-[4-(3,4,5-trifluorobenciloxi)-3,5-difluorofenil]-5-propil-1,3-di-oxano, compuesto útil como material electrónico orgánico y como producto farmacéutico y agroquímico.